# گورستان چشمه غلامی
قبرستان چشمه غلامی مربوط به سده‌های متاخر دوران‌های تاریخی پس از اسلام است و در شهرستان گیلانغرب، بخش مرکزی، دهستان گواور، ۱۵۰ متری جنوب غرب روستای چشمه غلامی واقع شده و این اثر در تاریخ ۲۶ اسفند ۱۳۸۷ با شمارهٔ ثبت ۲۵۴۵۳ به‌عنوان یکی از آثار ملی ایران به ثبت رسیده است.